# Giovanni Paolo Maggini
Giovanni Paolo Maggini (Botticino, bap. 25 agosto 1580 – Brescia, 1630-2) è stato un liutaio italiano.

## Vita

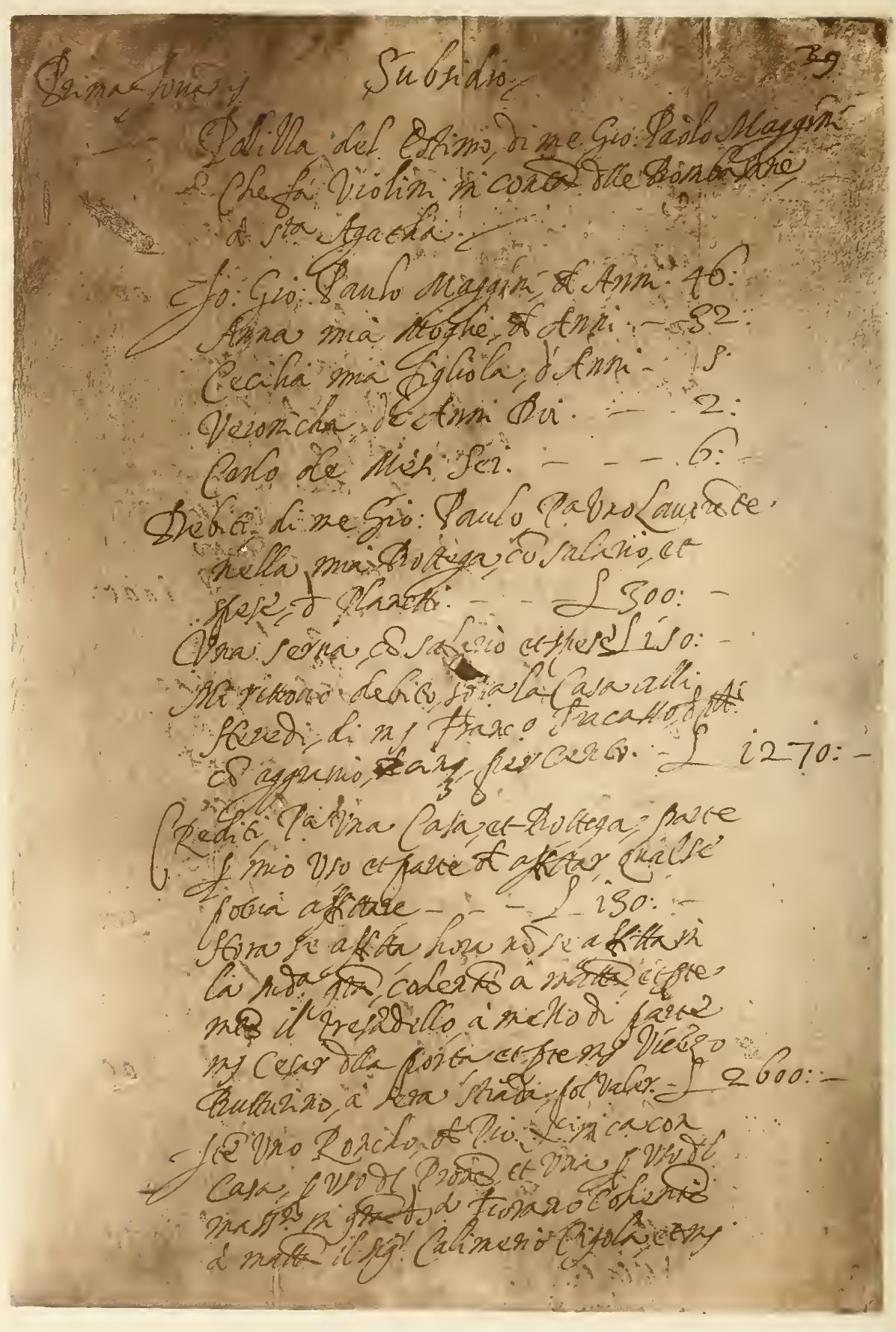
Una pagina della Polizza d'Estimo di Maggini del 1626

La sua famiglia era originaria di Botticino, in provincia di Brescia, dove venne battezzato il 25 agosto 1580. Figlio di Giovanni Maggini e Giulia, la sua era un'agiata famiglia di proprietari terrieri, che non aveva esperienza e neppure interesse per la liuteria. Trasferitosi a Brescia tra il 1586 e il 1587, dove è documentata l'attività di calzolaio del fratello maggiore, divenne allievo di Gasparo da Salò, come riportato in alcuni atti del notaio Gio. Pietro Sandrinelli. Il primo documento in merito che testimonia il suo lavoro presso la bottega di Gasparo risale al 6 marzo 1598, ed è probabile che tale attività fosse iniziata già qualche anno prima.
Il suo apprendistato è documentato fino al 1604, mentre nel 1606-7 probabilmente si mise in proprio, avendo acquistato una casa con annessa bottega di fronte al Palazzo Vecchio del Podestà, dunque nei pressi di quella di Gasparo. Maggini mantenne probabilmente buoni rapporti con il maestro, entrando forse in società con il figlio di questi, Francesco, e la sua attività ereditò l'importanza e il prestigio di quella del suo maestro, alla morte di questi, nel 1609.
Nel 1615 sposò Anna Foresti, figlia di un pellicciaio e portatrice di una ricca dote, a testimonianza dello status sociale elevato raggiunto da Maggini. Con lei ebbe dieci figli, di cui sei morirono in tenera età e nessuno dei superstiti seguì l'attività paterna. È anche documentata la presenza di Giacomo Lanfranchini, altro allievo di Gasparo e testimone di nozze di Maggini, presso la sua famiglia. Alcuni documenti testimoniano una situazione economica florida per la famiglia, assicurata non solo dall'eredità paterna, ma anche dal successo dell'attività liutaria. Gli affari di famiglia sono testimoniati da atti notarili e parrocchiali e da due ricevute fiscali (le polizze d'estimo, datate 1617 e 1626).
Queste ultime documentano il valore dei magazzini dell'attività (100 lire nel 1617, salite a 150 lire nel 1626) e i pagamenti del salario di 180 lire l'anno (aumentato nella seconda a 300) ad un artigiano, probabilmente lo stesso Lanfranchini. Questi era definito magistro a violinis, quindi non un semplice allievo, ma un vero maestro liutaio: si tratta di un liutaio alle dipendenze di un altro liutaio, caso praticamente unico all'epoca. Le polizze non riferiscono, però, informazioni dettagliate sulle esatte attività commerciali della bottega: si ritiene che Maggini fosse anche commerciante di strumenti, oltre che costruttore, ma non esistono prove definitive al riguardo.
Nel 1622-23 circa, la famiglia Maggini si trasferì in una casa più grande, con annessa bottega, in contrada delle Bombaserie a Sant'Agata. L'ultimo documento che testimonia l'esistenza in vita del liutaio è datato 5 luglio 1630 ed è relativo alla morte di uno dei suoi due figli gemelli, nati appena due mesi prima. La morte deve essere avvenuta tra quella data e l'inizio del 1632 (in tal periodo i registri di morte non sono stati aggiornati), quando cioè arrivò la peste a Brescia (la polizza d'estimo per quell'anno è infatti riferita al figlio Carlo, che all'epoca aveva solo sei anni); in un documento del 1632 Giovanni Paolo viene citato come morto: la causa della scomparsa non è nota, ma è tradizionalmente attribuita alla peste. I figli si dedicarono ad altre attività e la bottega venne chiusa, probabilmente alla morte del padre; i riferimenti ad un'attività liutaria bresciana a metà Ottocento portata avanti da un figlio di Maggini, riportati da alcuni autori ottocenteschi, sono verosimilmente privi di fondamento.

## Caratteristiche della produzione
Maggini è stato l'ultimo grande esponente della scuola bresciana. Non è facile datare ed individuare il periodo dei suoi singoli strumenti, in quanto le sue etichette non erano mai datate. Nel primo periodo la produzione di Maggini presenta tutte le caratteristiche dello stile austero e poco raffinato di Gasparo e anche il legno impiegato è dello stesso tipo, ma i tratti e le lavorazioni hanno comunque un forte spirito artistico, benché ancora poco maturo. Anche le ƒƒ sono analoghe a quelle del maestro, con qualche piccola differenza, in particolare la minore apertura. La seconda fase della sua produzione, dopo il 1615, è caratterizzata da un notevole progresso tecnico, da bordi pronunciati e bombature più alte rispetto alla sua precedente produzione, filettature più curate ed ƒƒ intagliate meglio, con maggiore grazia e simmetria.
Anche i legni sono di qualità migliore e, benché l'acero non abbia sempre una marezzatura eccellente, il livello è generalmente alla pari con i legni usati dalla scuola cremonese. Il terzo periodo della produzione di Maggini è caratterizzato dalla ricerca di una qualità molto elevata, grazie alla grande pratica ed esperienza maturata. Non si intravedono più le imprecisioni della prima produzione, la filettatura è estremamente esatta e le ƒƒ, nel disegno, non sono inferiori a quelle degli Amati. Le bombature sono ora meno accentuate e i ricci hanno un intaglio molto più simmetrico ed elegante.

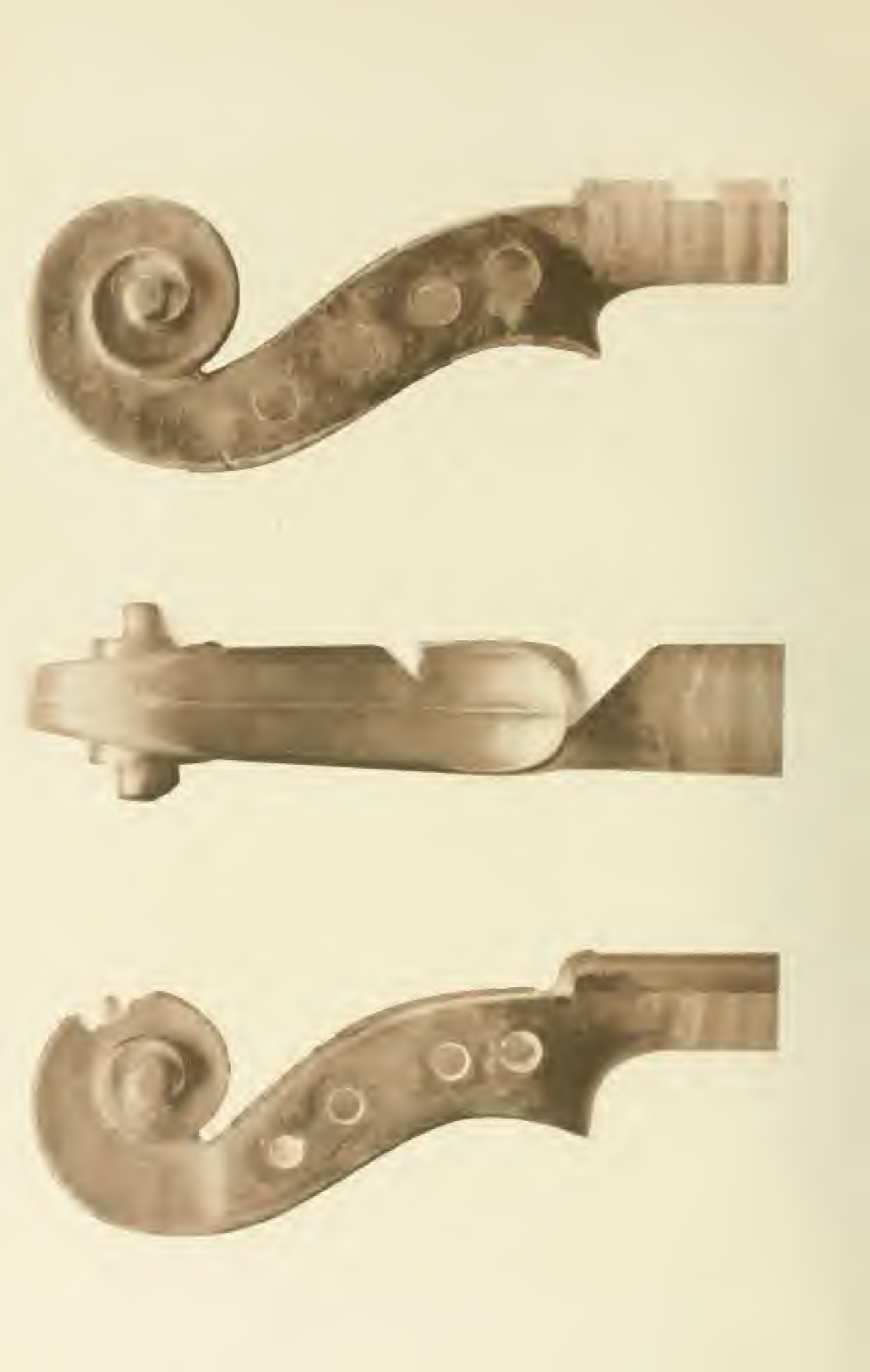
Tre ricci di violino di Maggini

La vernice usata da Maggini è sempre di eccellente qualità e, nel tempo, cambia solo colore: bruno scuro nel primo periodo, diventa in seguito più chiaro e brillante, con prevalenti tonalità di giallo e arancio. Una caratteristica della sua produzione è il frequente uso della doppia filettatura. I principali elementi distintivi della produzione di Maggini sono la bombatura, che inizia generalmente già dalla linea interna della filettatura, le fasce più vicine al bordo del piano armonico, il riccio più corto rispetto alla media del periodo (da circa un quarto di giro a mezzo giro), gli occhielli inferiori delle ƒƒ che sono generalmente più piccoli di quelli superiori, la filettatura interna che è spesso assente sotto la tastiera, le etichette che sono in posizione più prossima al centro dello strumento e usualmente non sono datate.
Nel complesso, i timbri degli strumenti ad arco di Maggini sono molto omogenei, decisamente di più rispetto alla produzione dei suoi contemporanei, e la sua produzione appiana i contrasti tra i vari membri della famiglia del violino. I violini sono più compatti e con curve meno arrotondate ed eleganti rispetto alla produzione degli Amati, con bombature complete fino al bordo. Ha costruito modelli di due misure, uno corto con cassa da 35,5 cm e uno lungo, più frequente, con cassa da 37 cm. Tale modello lungo influenzerà il cosiddetto modello long Strad (1690-1699) di Stradivari, che cercherà di unire le caratteristiche positive delle due principali scuole, quella cremonese e quella bresciana; influenzerà anche la produzione di Guarneri, che riprenderà la forza delle forme e gli spessori della scuola bresciana, limitando però il volume della cassa, rispetto alla produzione di Maggini, per garantire brillantezza nel registro superiore.
Maggini riesce a dare ai suoi violini un suono ampio ed un colore scuro, più profondo rispetto agli Amati, molto apprezzato dagli esecutori, non solo del Seicento ma anche dei secoli successivi, e che influenzerà i liutai della scuola cremonese. I suoi strumenti sono stati, infatti, copiati non solo in Italia, ma anche dalla scuola tedesca e dai migliori liutai di quella francese, in entrambi i suoi principali centri, (Mirecourt e Parigi). Le copie hanno spesso dimensioni minori rispetto agli originali, più vicine a quelle dei modelli "standard", ma conservano in genere la caratteristica doppia filettatura.
Per quanto riguarda le viole, Maggini ha modernizzato lo strumento, seguendo le richieste dettate dal nuovo stile e dalla nuova tecnica, dando un significativo contributo allo sviluppo di una sonorità nuova per tale strumento. Le sue misure tipiche sono minori rispetto a quelle di Gasparo (42,8 cm, scesi poi intorno a 41,5 cm, contro i 44,4 del suo maestro), rifacendosi probabilmente alle misure della viola contralto (1615) di Antonio e Girolamo Amati. Il ponte era tipicamente collocato a metà della cassa: per quanto fosse meno estetico, esso riduceva la lunghezza delle corde vibranti e quindi rendeva lo strumento più comodo da suonare, garantendo allo stesso tempo al ponte un buon punto di contatto per la trasmissione delle vibrazioni al piano armonico.
In merito ai violoncelli, Maggini è stato probabilmente il primo ad ideare un modello piccolo, in contrasto con il modello grande cremonese, che era in uso comune fino al primo quarto del Seicento, anticipando così il modello della scuola veneziana del secolo successivo. Sono noti due suoi strumenti superstiti, nei quali la maggior larghezza compensa la cassa più corta. Maggini ha costruito anche contrabbassi, viole da gamba e cetre rinascimentali.